# Nothria mannarensis
Nothria mannarensis är en ringmaskart som beskrevs av Rangarajan och Mahadevan 1961. Nothria mannarensis ingår i släktet Nothria och familjen Onuphidae. Inga underarter finns listade i Catalogue of Life.